# Pierre César Gudin des Bardelières
Pour les articles homonymes, voir Gudin.
Pierre-César Gudin des Bardelières est un général français de la Révolution et de l’Empire, né à Gien le 30 décembre 1775 dans l'ancienne province de l'Orléanais et mort à Montargis le 15 février 1855 dans le département du Loiret.

## Biographie

### Du sous-lieutenant au chef de bataillon
Pierre-César Gudin des Bardelières est le frère de Charles Étienne Gudin de La Sablonnière, également général d'Empire, et le neveu du général Étienne Gudin. Son neveu Charles Gabriel César Gudin sera également militaire. Pensionnaire à l'école de Brienne le 16 octobre 1785, il est sous-lieutenant au 48e régiment d'infanterie le 22 février 1793, puis est nommé lieutenant à la 62e demi-brigade de deuxième formation le 25 mai 1797. Il sert à Mayence en 1793, puis en Vendée de 1793 à 1796, où il est blessé d'un coup de feu au bras gauche à la bataille du Pallet le 22 septembre 1793.
Le 15 décembre 1795, il passe aide de camp du général Gudin, son oncle, à l'armée de Rhin-et-Moselle et le reste de 1796 et 1797, puis sert aux armées d'Italie et de Naples de 1797 à 1799. Il est blessé d'un coup de mitraille aux reins à l'assaut de Civitavecchia, le 3 mars 1799. Nommé adjoint à l'adjudant général Di Giovanni le 19 juillet suivant, il devient aide de camp de son frère Charles Étienne le 6 février 1800. 
Transféré à l'armée du Rhin, il est nommé provisoirement capitaine par le général en chef de l'armée du Rhin le 6 mai 1800. Il est blessé d'un coup de mitraille à la main droite au passage du Danube lors de la bataille d'Höchstädt le 19 juin 1800, avant d'être confirmé dans le grade de capitaine par arrêté des consuls du 25 mai 1801. Il est ensuite promu chef de bataillon à l'armée des côtes de l'Océan le 18 juillet 1804, puis à la Grande Armée comme aide de camp de son frère.

### Sous le Premier Empire, 1807-1815
Il est nommé colonel le 4 mars 1807 et est employé à l'état-major général de la Grande Armée le 1er juillet suivant. Il rejoint l'état-major du maréchal Berthier en Espagne le 10 octobre 1808. En juin 1809 il est affecté à l'armée d'Allemagne comme adjoint au commandant du quartier général de l'armée et est blessé d'un coup de feu au bras gauche à Wagram le 6 juillet 1809. Le 18 juillet, il prend le commandement du 16e régiment d'infanterie de ligne à la place de Jacques-Barthélémy Marin. Le 14 février 1810, il est créé baron de l'Empire.

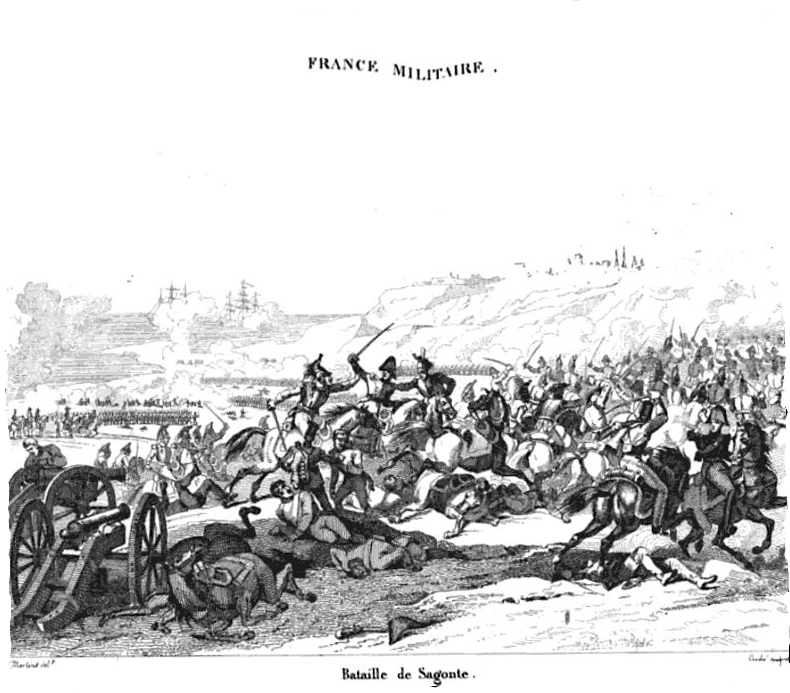
Lors de la bataille de Sagonte, le 25 octobre 1811, Gudin est sérieusement blessé à la mâchoire.

La même année, il est affecté à l'armée d'Aragon au sein de la brigade du général Montmarie. Il est blessé d'un éclat de grenade à la mâchoire supérieure, avec perte de cinq dents, à l'attaque du fort de Sagonte le 25 octobre 1811. Il est promu général de brigade le 11 janvier 1812 dans la division Harispe et fait sans succès une tentative sur Alicante au mois d'avril. Il participe aux combats d'Yecla le 11 avril 1813, de Villena le 13 avril et prend le commandement de la 1re brigade de la 3e division du général Habert le 1er septembre 1813.
Le 24 janvier 1814, lui et sa brigade sont désignés pour se rendre à Lyon sous le commandement du général Pannetier, pour être incorporés à l'armée du maréchal Augereau chargée de la défense de cette ville. Six indique qu'il passe dans la division Musnier en février mais le général figure toujours à la division Pannetier dans un ordre de bataille du 15 février. À cette date, sa brigade se compose des 7e et 16e de ligne à deux bataillons chacun, pour un total de 2 398 hommes. Le 4 mars, il repousse les troupes autrichiennes du colonel Wieland à Poligny, leur infligeant 400 pertes dont une centaine de prisonniers. Il sert ensuite au combat de Saint-Georges-de-Reneins le 18 mars où il forme la première ligne avec les brigades Estève et Ordonneau. 
Menaçant d'être submergée, l'armée française se replie sur les hauteurs de Limonest et de Dardilly, en avant de Lyon, et y affronte une nouvelle fois les Autrichiens le 20 mars. La brigade Gudin (1er léger et 16e de ligne) prend position sur le mamelon du Paillet, flanquée sur sa gauche par Estève et sur sa droite par Ordonneau. Le repli prématuré de l'aile droite commandée par le général Musnier, débouchant sur l'abandon des hauteurs du Mont-Ceindre, met en péril le reste du dispositif français et oblige Gudin à battre en retraite. En milieu d'après-midi, Augereau décide de rétablir la situation et lance une contre-attaque avec la division Musnier et la brigade Gudin avec lesquelles il dispute avec acharnement la Duchère et Rochecardon, jusqu'à la tombée de la nuit. Fait chevalier de Saint-Louis le 19 juillet 1814, le général Gudin est mis en non-activité le 1er septembre 1814, mais est employé à nouveau au 5e corps sous les ordres du général Rapp le 6 avril 1815 : il est à Seltz avec la division Rottembourg le 25 juin et à Hœnheim le 28 juin. Il prend ensuite le commandement du département de la Meurthe le 1er septembre 1815.

### Au service de la monarchie

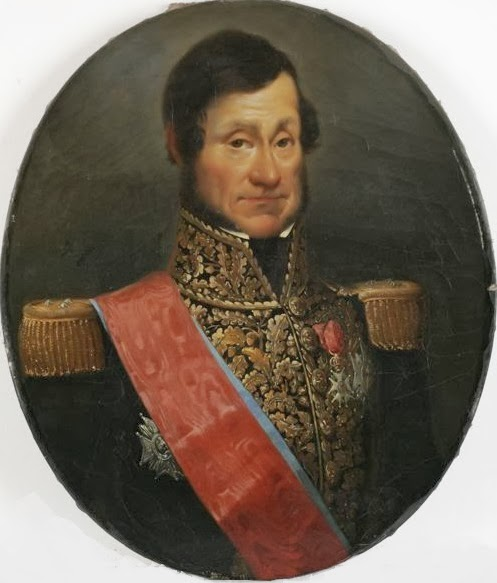
Le lieutenant-général Pierre César Gudin des Bardelières.

Replacé en non-activité le 1er avril 1817, il est nommé commandant du département des Basses-Pyrénées à la place de de Chauvigny de Blot le 24 septembre 1817. Employé sous les ordres du lieutenant-général commandant la 11e division militaire le 12 novembre, il dirige la 2e subdivision de la 11e division militaire le 16 novembre et est compris en cette qualité dans le cadre de l'état-major général de l'armée le 30 décembre 1818. Il est fait commandeur de la Légion d'honneur le 18 mai 1820 puis lieutenant-général le 25 avril 1821. 
Disponible le 20 juin 1821, il commande la 7e division militaire à Grenoble le 3 janvier 1822 et est créé vicomte le 4 novembre de la même année. Le 4 novembre 1824, il est nommé en Espagne à la tête de la division de Cadix en remplacement de Latour-Foissac. Il est élevé au grade de commandeur de Saint-Louis le 29 octobre 1826 et est mis en disponibilité le 5 décembre 1828.
Le 6 mai 1829, le général Gudin devient inspecteur général d'infanterie dans les 3e, 4e et 5e divisions militaires. Le 7 février 1831, il est compris comme disponible dans le cadre d'activité de l'état-major général. Il est toutefois bientôt nommé inspecteur général d'infanterie au sein de la 9e division militaire le 5 juillet 1832, du 12e arrondissement d'infanterie le 25 mai 1833, du 6e arrondissement d'infanterie le 6 juin 1836, du 1er arrondissement d'infanterie le 30 mai 1838 et du 5e arrondissement d'infanterie le 17 juin 1839 puis le 21 juin 1840. 
Le 31 décembre 1840, il passe dans la section de réserve du cadre de l'état-major général et est admis à faire valoir ses droits à la retraite lors de la suppression du cadre de réserve le 12 avril 1848. Il obtient une pension de retraite de 7 200 francs le 8 juin 1848. Il est replacé dans la section de réserve à compter du 1er janvier 1853 et meurt le 13 février 1855 à Montargis. Il est enterré dans le cimetière de Saint-Maurice-sur-Aveyron, dans le Loiret. Sa tombe — regroupant nombre de membres de sa famille — existe toujours, adossée au mur sur la partie haute du cimetière. Son nom est également inscrit au côté Sud de l'arc de triomphe de l'Étoile (29e colonne).
Le médecin et explorateur Alfred Demersay porte sur lui le jugement suivant : « le général Gudin aimait le monde : il en était aimé ; il s’y montrait causeur intéressant, car il avait beaucoup lu et beaucoup retenu. C’était un homme de manières distinguées, affable, indulgent jusqu’à l’excès pour ses serviteurs, et plein de prévenances envers les jeunes gens, ce qui est une qualité non commune. Chez lui, d’ailleurs, la forme n’avait pas à faire valoir le fond : sa politesse ne consistait pas dans ce vernis d’emprunt et quelque peu banal qui dissimule trop souvent une dose outrecuidante de vanité ou d’égoïsme. Sobre de protestations, il se plaisait à obliger ; et l’on peut dire avec vérité qu’il n’a jamais refusé de rendre service. […] Cet excellent homme, quoique célibataire, ne mérita jamais l’anathème du poète : Vae soli ! il ne vécut jamais seul ».

## Distinctions
- Vicomte le 4 novembre 1822.
- Baron de l'Empire le 14 février 1810.
- Légion d'honneur
  - Chevalier de la Légion d'honneur le 8 juin 1809.
  - Officier de la Légion d'honneur le 7 mai 1811.
  - Commandeur de la Légion d'honneur le 18 mai 1820.
  - Grand officier de la Légion d'honneur le 3 avril 1845.
- Grand officier de l'ordre de Charles III d'Espagne le 5 février 1829.
- Ordre royal et militaire de Saint-Louis
  - chevalier de Saint-Louis le 19 juillet 1814.
  - Commandeur de Saint-Louis le 29 octobre 1826.